# Магдалена Бжегская
Магдалена Бжегская (пол. Magdalena Brzeska; ок. 1430 — 10 сентября 1497) — силезская княжна из легницко-бжегской линии династии Силезских Пястов, жена князя Опольского, Бжегского, Немодлинского и Стшелецкого Николая I (1422/1424 — 3 июля 1476).

## Биография
Магдалена была средней (второй) дочерью князя Бжегского и Легницкого Людвика II Бжегского и Елизаветы Бранденбургской, дочери курфюрста Фридриха I Бранденбургского.
В феврале 1442 года Магдалена вышла замуж за Николая I, князя Опольского, Немодлинского и Стшелецкого. В обмен за отказ от приданого Николай Опольский получил в залог от ближайших родственников жены, князей Иоганна I Любинского и Генриха X Хойнувского, Бжегское княжество. По неизвестным причинам, в 1447 году Бжегское княжество вернулось обратно в руки князей Хойнувских. Только по новому соглашению от 11 апреля 1450 года Бжегское княжество вернулось под контроль князя Николая Опольского. От этого брака родилось десять детей:
- Маргарита (Махна) (ок. 1450 — до 26 апреля 1472), муж с 23 февраля 1463 года князь Пшемыслав Тошецкий (1425—1484)
- Людвик (ок. 1450 — между 23 мая 1475 и 4 сентября 1476), князь Опольский (1476)
- Эльжбета (ок. 1452 — 29 августа 1507), аббатиса Святой Клары во Вроцлаве (1473)
- Ян II Добрый (ок. 1460 — 27 марта 1532), князь Опольский (1476—1532)
- Николай II (ок. 1462 — 27 июня 1497), князь Немодлинский (1476—1497)
- Магдалена (ок. 1463 — май 1501), муж с 13 января 1478 года князь Ян V Ратиборский (ок. 1446—1493)
- Катарина (ум. 26 августа 1507), монахиня во Вроцлаве (1481)
- Болеслав (ум. в младенчестве, до 27 января 1477 года)
- Бернард (ум. в младенчестве, до 27 января 1477 года)
- Электра (ум. в августе 1507), монахиня во Вроцлаве.